# Spetsai (1932)
Spetsai (gr.: ΒΠ Σπέτσαι) – grecki niszczyciel z okresu II wojny światowej.
Niszczyciel „Spetsai” został zamówiony przez grecką marynarkę w 1929 roku we włoskiej stoczni Cantieri navali Odero w Sestri Ponente pod Genuą. Wraz z trzema bliźniaczymi okrętami stanowił zmodyfikowaną wersję niszczycieli typu Dardo. „Spetsai” został zwodowany w 1932 roku, a w 1933 roku wszedł do służby. Jego nazwa pochodziła od wyspy w archipelagu Wysp Sarońskich, która odegrała ważną rolę podczas wojny o niepodległość Grecji.
Po wybuchu wojny z Włochami niszczyciel, jako jeden z najnowocześniejszych okrętów greckiej floty, brał czynny udział w walkach. Razem z bliźniaczym „Psara” bombardował stanowiska wojsk włoskich w Albanii 31 października 1940 roku. Uczestniczył także w rajdzie przeciwko włoskim liniom zaopatrzeniowym w Cieśninie Otranto w nocy z 4 na 5 stycznia 1941 roku.
W następstwie zajęcia Grecji przez wojska niemieckie „Spetsai” otrzymał rozkaz ewakuacji na Bliski Wschód. Niszczyciel opuścił port w Pireusie 22 kwietnia 1941 roku, płynąc do Aleksandrii. Pod koniec roku okręt został wysłany do Kalkuty w Indiach, gdzie poddano go remontowi i przezbrojeniu. W miejsce zdemontowanych działa kal. 120 mm i rufowej wyrzutni torpedowej zainstalowano działo przeciwlotnicze kal. 76,2 mm i dwie armaty automatyczne Oerlikon kal. 20 mm oraz dodatkowe miotacze bomb głębinowych.
Po zakończeniu remontu w marcu 1942 roku „Spetsai”, który otrzymał znak burtowy H 38, był wykorzystywany głównie do eskorty konwojów na Morzu Śródziemnym. Jednak kłopoty z uzyskaniem części zamiennych spowodowały przesunięcie niszczyciela do rezerwy we wrześniu 1943 roku. Jego załoga została skierowana na okręty pozyskane od Royal Navy. Po wyzwoleniu Grecji w 1944 roku „Spetsai” powrócił na macierzyste wody, ale po zakończeniu działań wojennych został skreślony z listy floty w 1946 roku i rok później złomowany.
Tradycyjną nazwę nosi obecnie w greckiej flocie fregata rakietowa „Spetsai” (F 453) typu MEKO 200HN, zbudowana w 1996 roku w stoczni marynarki w Skaramanga.